# Elektrische Fliegenklatsche

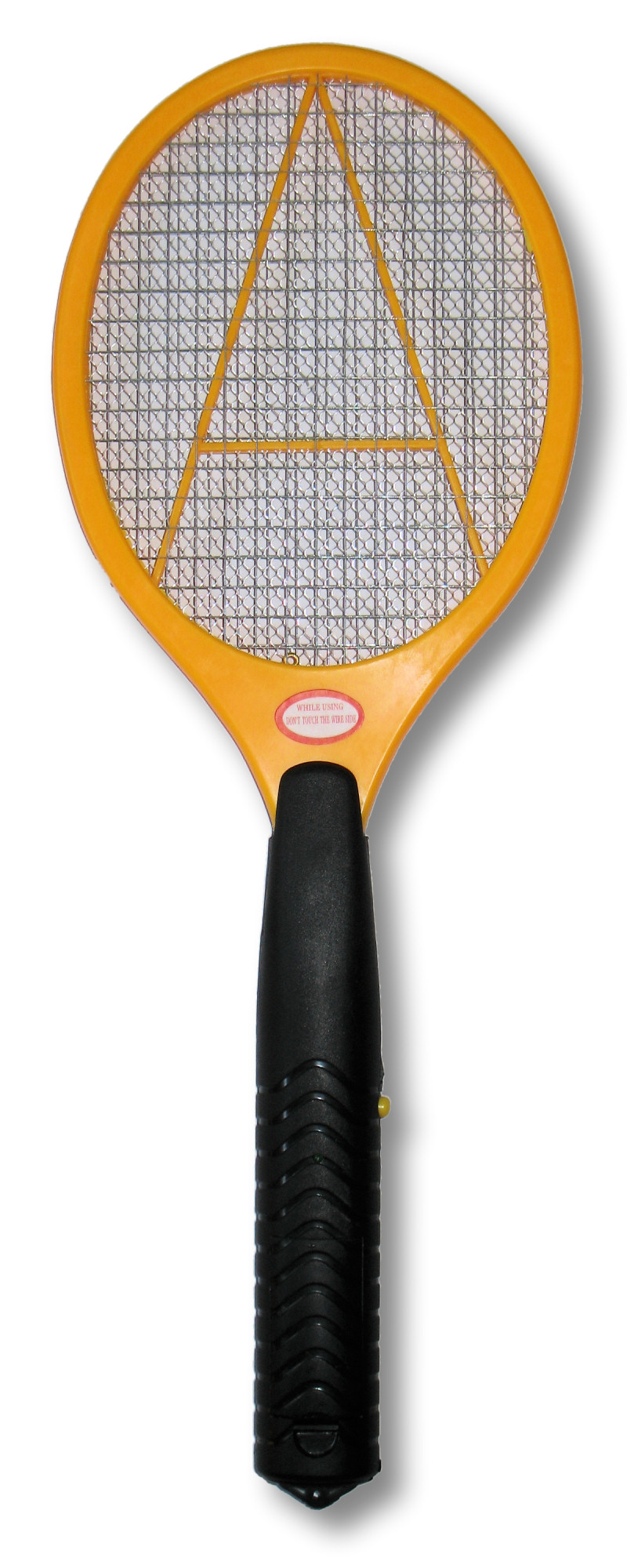
Elektrische Fliegenklatsche

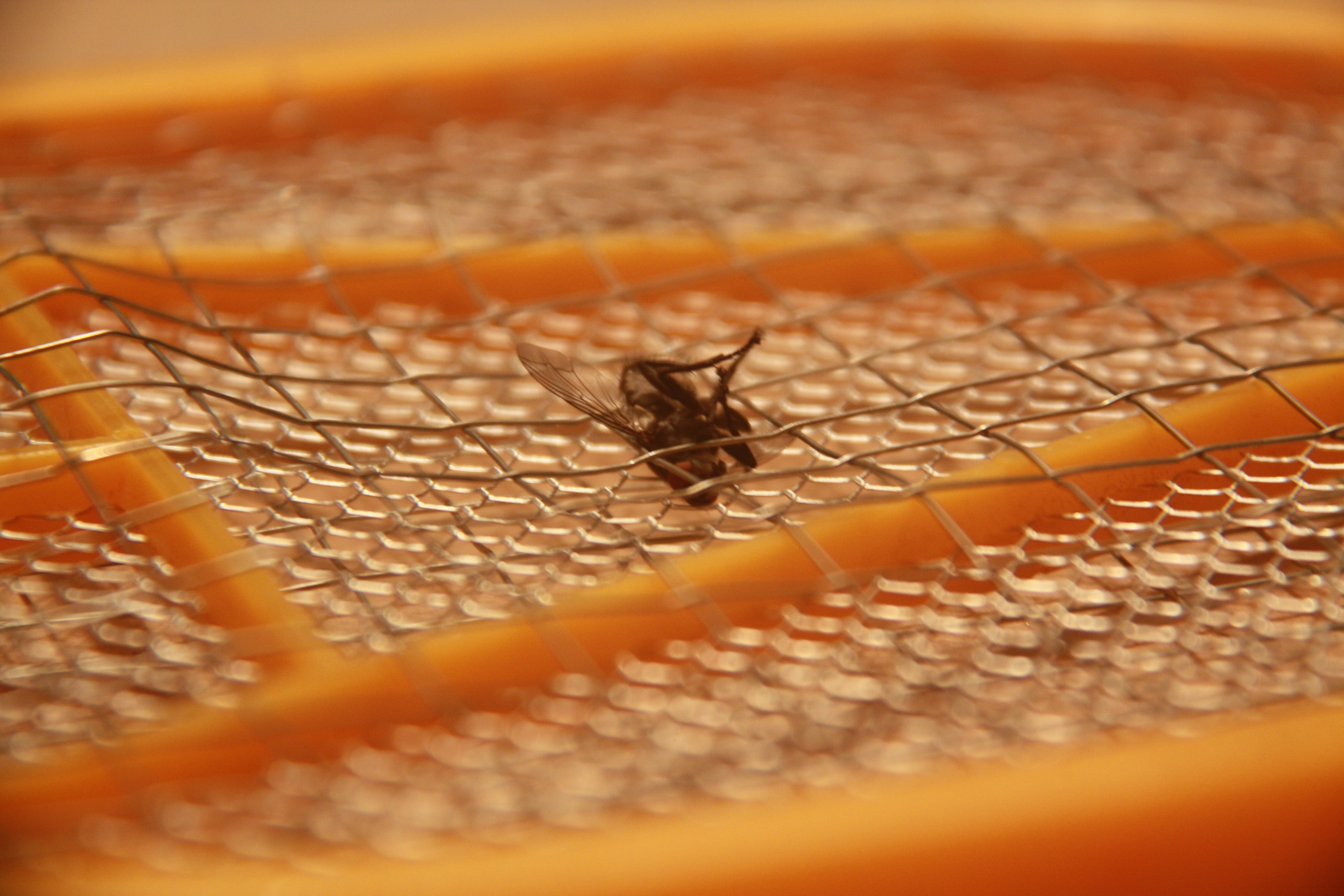
Durch einen Stromschlag getötete Fliege

Eine elektrische Fliegenklatsche ist ein Gerät in Form eines Tennisschläger, das seine Wirkung durch elektrische Spannung zwischen verschiedenen Teilen seiner Trefferfläche entfaltet.

## Aufbau
Handelsübliche Modelle lassen sich in solche mit einem und solche mit drei Gittern unterteilen. Bei Modellen mit drei Gittern (aus parallelen Drähten, punktverschweißten Drähten, Streckmetall, …) bilden die beiden äußeren Gitter die eine, das innere Gitter die andere Elektrode. Modelle mit nur einem Gitter weisen ausschließlich parallele Drähte auf, die jeweils abwechselnd den beiden Elektroden zugeordnet sind.

## Schaltungstechnik
Ein im Gerät verbauter Gleichspannungswandler erzeugt aus wenigen Volt Gleichspannung der Batterie eine Hochspannung. Mögliche Schaltungsvarianten von vielen ist ein Sperrschwinger, alternativ auch ein Resonanzwandler der mittels eines Transformators oder einer Spule eine hohe Wechselspannung erzeugt. Diese wird über eine nachgeschaltete Gleichrichterschaltung oder Hochspannungskaskade in eine hohe Gleichspannung von üblicherweise über 1 kV umgewandelt und damit ein spannungsfester Kondensator geladen. Die im Kondensator gespeicherte Energiemenge wird bei Berührung der Metalldrähte schlagartig abgegeben. Der Kondensator ist in seiner Kapazität so gering bemessen, dass bei versehentlicher Berührung kein Stromunfall für den Benutzer die Folge ist, andererseits aber die Energiemenge noch hinreichend ist um Insekten abzutöten.

## Funktionsweise
Über eine Taste am Griff lässt sich das Gerät aktivieren. Wird der Knopf gedrückt gehalten, wird zwischen den beiden Elektroden eine Hochspannung angelegt. Überbrücken Körperteile von Mücken, Fliegen oder anderen Insekten den Luftspalt zwischen den Elektroden, so fließt durch sie ein elektrischer Strom: Die Insekten erleiden, meist unter Begleiterscheinungen eines elektrischen Funkens (Lichtblitz, leichter Knall), einen elektrischen Schock, der oft für sie tödlich ist. Elektrische Fliegenklatschen werden meist mit zwei Mignon-Zellen (Batterien oder äquivalenten Akkus) betrieben und sind selten mit einem Anschluss zum Stromnetz zum Aufladen der Akkus ausgestattet.

## Anwendung
Der Benutzer hält die Taste am Griff gedrückt und bewegt das unter Hochspannung stehende Gitter im Raum, um damit Insekten zu berühren. Dabei ergeben sich oft mehrere Knalle und Blitze kurz hintereinander. Laut Bedienungsanleitung eines Gerätes ist das Schlagen der Schläger-Fläche bei aktivierter elektrischer Fliegenklatsche auf menschliche Haut, die gerade von einem Insekt berührt wird (wo also zum Beispiel gerade eine Mücke Blut saugt) ein beabsichtigter Anwendungsfall und für den Menschen ungefährlich, da der Mensch nicht mit dem inneren Gitter in Kontakt komme, wohl aber die Mücke. Haare sind in der Regel elektrisch nicht leitend und bieten somit keine Verletzungsgefahr; drückt man jedoch mit einer Fingerspitze durch das äußere Gitter und erreicht das innere Gitter, gibt es einen elektrischen Schlag. Geräte ohne Schutzgitter sind für diesen Anwendungsfall nicht geeignet.
Die Schwierigkeit im Vergleich zu einer Fliegenklatsche besteht darin, dass man die Insekten nicht töten kann, wenn sie auf einer Fläche sitzen, da das Gerät beschädigt würde, wenn es mit Schwung aufsetzt.